# Fotballklubben Haugesund 2020
Questa voce raccoglie le informazioni riguardanti il Fotballklubben Haugesund nelle competizioni ufficiali della stagione 2020.

## Stagione
A causa della pandemia di COVID-19, il 12 marzo 2020 è stato reso noto che la Norges Fotballforbund aveva inizialmente rinviato l'inizio dell'attività calcistica al 15 aprile.
Il 19 marzo 2020, l'Haugesund ha rescisso i contratti di quasi totalità della rosa e dello staff tecnico: il provvedimento è stato necessario per via del rinvio dell'inizio dell'Eliteserien, nell'ottica di contenere i costi di gestione del club. Alla ripresa del campionato, i giocatori e lo staff sarebbero stati reintegrati.
A seguito della decisione del ministero della cultura di vietare la ripresa delle attività fino al 15 giugno, i calendari del campionato sono stati ancora rimodulati. Il 7 maggio, il ministro della cultura Abid Raja ha confermato che l'Eliteserien sarebbe ricominciata il 16 giugno. Il 12 giugno, Raja ha reso noto che sarebbe stata permessa una capienza massima di 200 spettatori. Dal 30 settembre, la capienza è stata aumentata a 600 spettatori.
Il 10 settembre 2020, la Norges Fotballforbund – dopo diversi rinvii – ha dovuto annullare l'edizione stagionale del Norgesmesterskapet, a causa dell'impossibilità di disputare tutte le partite previste a causa della condensazione del calendario del campionato. Anche il calciomercato è stato organizzato quindi diversamente, con una sessione estiva e una autunnale.
L'Haugesund ha chiuso la stagione al 9º posto finale. I giocatori più utilizzati in stagione sono stati Thore Baardsen Pedersen e Benjamin Hansen, tutti a quota 30 partite giocate. Kristoffer Velde  è stato il miglior marcatore con le sue 8 reti.

## Maglie e sponsor
Lo sponsor tecnico per la stagione 2020 è stato Macron, mentre lo sponsor ufficiale è stato Sparebanken Vest. La divisa casalinga è composta da una maglietta bianca con rifiniture blu, pantaloncini blu e calzettoni bianchi. Quella da trasferta era invece costituita da una maglietta blu con rifiniture bianche, pantaloncini bianchi e calzettoni blu.
| Casa | Trasferta |

## Rosa
| N. |                           | Ruolo | Calciatore               |
| -- | ------------------------- | ----- | ------------------------ |
| 1  | Norvegia (bandiera)       | P     | Helge Sandvik            |
| 3  | Costa d'Avorio (bandiera) | D     | Benjamin Karamoko        |
| 4  | Norvegia (bandiera)       | D     | Fredrik Pallesen Knudsen |
| 5  | Danimarca (bandiera)      | D     | Benjamin Hansen          |
| 6  | Norvegia (bandiera)       | C     | Joakim Våge Nilsen       |
| 7  | Norvegia (bandiera)       | C     | Christian Grindheim      |
| 8  | Norvegia (bandiera)       | C     | Kevin Krygård            |
| 9  | Mali (bandiera)           | A     | Ibrahima Koné            |
| 9  | Finlandia (bandiera)      | A     | Benjamin Källman         |
| 10 | Norvegia (bandiera)       | C     | Niklas Sandberg          |
| 11 | Danimarca (bandiera)      | A     | Alexander Ammitzbøll     |
| 12 | Rep. Ceca (bandiera)      | P     | Luděk Vejmola            |
| 15 | Norvegia (bandiera)       | D     | Ulrik Fredriksen         |
| 16 | Capo Verde (bandiera)     | C     | Bruno Leite              |
| 17 | Senegal (bandiera)        | A     | Ibrahima Wadji           |

| N. |                      | Ruolo | Calciatore               |
| -- | -------------------- | ----- | ------------------------ |
| 18 | Norvegia (bandiera)  | C     | Kristoffer Gunnarshaug   |
| 19 | Danimarca (bandiera) | D     | Mikkel Desler            |
| 20 | Danimarca (bandiera) | A     | Oliver Klitten           |
| 21 | Danimarca (bandiera) | A     | Peter Therkildsen        |
| 22 | Norvegia (bandiera)  | D     | Alexander Stølås         |
| 23 | Norvegia (bandiera)  | D     | Thore Baardsen Pedersen  |
| 27 | Norvegia (bandiera)  | C     | Mads Sande               |
| 32 | Norvegia (bandiera)  | P     | Frank Stople             |
| 35 | Norvegia (bandiera)  | A     | Andreas Endresen         |
| 36 | Norvegia (bandiera)  | C     | Vegard Hagen             |
| 37 | Norvegia (bandiera)  | D     | Mathias Aastvedt Dahl    |
| 39 | Norvegia (bandiera)  | C     | Jacob Steinsland Kvarven |
| 40 | Norvegia (bandiera)  | P     | Asbjørn Engenes          |
| 99 | Norvegia (bandiera)  | C     | Kristoffer Velde         |

## Calciomercato

### Sessione invernale(dal 09/01 al 01/04)
| Arrivi           | Arrivi               | Arrivi      | Arrivi        |
| R.               | Nome                 | da          | Modalità      |
| ---------------- | -------------------- | ----------- | ------------- |
| D                | Ulrik Fredriksen     | Sogndal     | definitivo    |
| C                | Mads Sande           | Nest-Sotra  | definitivo    |
| A                | Alexander Ammitzbøll | Aarhus      | prestito      |
| A                | Benjamin Källman     | Inter Turku | prestito      |
| Altre operazioni |                      |             |               |
| R.               | Nome                 | da          | Modalità      |
| P                | Herman Fossdal       | Djerv 1919  | fine prestito |

| Partenze | Partenze          | Partenze        | Partenze      |
| R.       | Nome              | a               | Modalità      |
| -------- | ----------------- | --------------- | ------------- |
| P        | Herman Fossdal    |                 | svincolato    |
| P        | Maciej Gostomski  |                 | svincolato    |
| P        | Oskar Snorre      | Lyngby          | fine prestito |
| D        | Douglas Bergqvist | Östersund       | fine prestito |
| D        | Pascal Gregor     | Helsingør       | fine prestito |
| D        | Dennis Horneland  | Vard Haugesund  | prestito      |
| D        | Stian Ringstad    |                 | svincolato    |
| C        | Anthony Ikedi     |                 | svincolato    |
| C        | Sondre Tronstad   | Vitesse         | definitivo    |
| A        | Shuaibu Ibrahim   | Kongsvinger     | fine prestito |
| A        | Ibrahima Koné     | Adana Demirspor | prestito      |
| A        | Martin Samuelsen  | West Ham Utd    | fine prestito |

### Sessione estiva(dal 10/06 al 30/06)
| Arrivi | Arrivi        | Arrivi           | Arrivi   |
| R.     | Nome          | da               | Modalità |
| ------ | ------------- | ---------------- | -------- |
| P      | Luděk Vejmola | Vysočina Jihlava | prestito |

| Partenze | Partenze          | Partenze   | Partenze   |
| R.       | Nome              | a          | Modalità   |
| -------- | ----------------- | ---------- | ---------- |
| C        | Torbjørn Kallevåg | Lillestrøm | definitivo |
| A        | Shuaibu Ibrahim   | Mjøndalen  | definitivo |

### Tra la sessione estiva e la sessione autunnale
| Arrivi | Arrivi | Arrivi | Arrivi   |
| R.     | Nome   | da     | Modalità |
| ------ | ------ | ------ | -------- |

| Partenze | Partenze         | Partenze    | Partenze      |
| R.       | Nome             | a           | Modalità      |
| -------- | ---------------- | ----------- | ------------- |
| A        | Benjamin Källman | Inter Turku | fine prestito |

### Sessione autunnale(dall'08/09 al 05/10)
| Arrivi | Arrivi            | Arrivi          | Arrivi        |
| R.     | Nome              | da              | Modalità      |
| ------ | ----------------- | --------------- | ------------- |
| A      | Oliver Klitten    | Aalborg         | prestito      |
| A      | Ibrahima Koné     | Adana Demirspor | fine prestito |
| A      | Peter Therkildsen | Horsens         | prestito      |

| Partenze | Partenze          | Partenze    | Partenze |
| R.       | Nome              | a           | Modalità |
| -------- | ----------------- | ----------- | -------- |
| D        | Benjamin Karamoko | Aalesund    | prestito |
| C        | Mads Sande        | Sandnes Ulf | prestito |

## Risultati

### Eliteserien

#### Girone di andata
| Arbitro: | Saggi (Drammen) |

|                     |           |                         |
| Sandberg 60’ (rig.) | Marcatori | 50’ Taylor 90’ Pedersen |

| Arbitro: | Hansen Grøtta |

|                                                       |           |                     |
| Berg 16’ Junker 23’, 45’, 49’ J. Hauge 51’ Skytte 90’ | Marcatori | 79’ (rig.) Sandberg |

| Arbitro: | Amland (Bergen) |

|                             |           |                      |
| Ammitzbøll 47’ Sandberg 70’ | Marcatori | 23’ Askar 73’ Psyché |

| Arbitro: | Hagen (Grue) |

|  |           |           |
|  | Marcatori | 14’ Velde |

| Arbitro: | Aslam |

|                   |           |  |
| Daland 90’ (aut.) | Marcatori |  |

| Skien 5 luglio 2020, ore 18:00 6ª giornata | Odd             | 0 – 0 referto | Haugesund | Skagerak Arena (200 spett.)\| Arbitro: \| Saggi (Drammen) \| |
| Arbitro:                                   | Saggi (Drammen) |               |           |                                                              |

| Arbitro: | Eskås (Oslo) |

|  |           |                                           |
|  | Marcatori | 18’ Ulland Andersen 29’ Hussain 78’ James |

| Arbitro: | S. Smehus Kringstad (Oslo) |

|            |           |  |
| Stokke 82’ | Marcatori |  |

| Arbitro: | Hagenes (Flaktveit) |

|  |           |                          |
|  | Marcatori | 30’ Ibrahimaj 80’ Bytyqi |

| Arbitro: | Saggi (Drammen) |

|                    |           |  |
| Sandberg 9’ (rig.) | Marcatori |  |

| Sarpsborg 29 luglio 2020, ore 18:00 11ª giornata | Sarpsborg 08 | 0 – 0 referto | Haugesund | Sarpsborg Stadion (200 spett.)\| Arbitro: \| Aslam \| |
| Arbitro:                                         | Aslam        |               |           |                                                       |

| Arbitro: | Steen (Bergen) |

|                            |           |                    |
| Velde 39’, 45’, 90’ (rig.) | Marcatori | 77’ (rig.) Bohinen |

| Arbitro: | Hobber Nilsen (Oslo) |

|             |           |  |
| Ibrahim 20’ | Marcatori |  |

| Arbitro: | Steen (Bergen) |

|                                   |           |                                   |
| Ammitzbøll 83’ Vilsvik 90’ (aut.) | Marcatori | 9’ Hove 80’ Maigaard 90’ Salvesen |

| Arbitro: | Hagen (Grue) |

|                 |           |                                    |
| Friðjónsson 12’ | Marcatori | 25’ Wadji 34’ (rig.), 58’ Sandberg |

#### Girone di ritorno
| Arbitro: | Hagen (Grue) |

|                     |           |                  |
| Velde 16’ Wadji 36’ | Marcatori | 47’ Vilhjálmsson |

| Arbitro: | Aslam |

|                              |           |                         |
| Hanche-Olsen 12’ Maatsen 76’ | Marcatori | 33’ (aut.) Hanche-Olsen |

| Arbitro: | Hobber Nilsen (Oslo) |

|                                   |           |           |
| Islamović 50’ Eggen Hedenstad 80’ | Marcatori | 10’ Velde |

| Arbitro: | S. Smehus Kringstad (Oslo) |

|                                                                |           |                                       |
| Fredriksen 5’ Jos. Kitolano 87’ (aut.) Koné 90’ Ammitzbøll 90’ | Marcatori | 42’ Simović 45’, 71’ Bakenga 62’ Ruud |

| Arbitro: | Steen (Bergen) |

|                                                                   |           |           |
| Fredriksen 14’ (aut.), 90’ (aut.) El Makrini 18’ Schulze 32’, 60’ | Marcatori | 54’ Wadji |

| Arbitro: | Aslam |

|                                   |           |  |
| Høberg Vetti 44’ (aut.) Velde 47’ | Marcatori |  |

| Arbitro: | Eskås (Oslo) |

|  |           |           |
|  | Marcatori | 24’ Wadji |

| Arbitro: | Hansen (Feda) |

|  |           |            |
|  | Marcatori | 75’ Castro |

| Arbitro: | Hagen (Grue) |

|            |           |                                        |
| Strand 61’ | Marcatori | 56’ (aut.) Ahamada 66’ (rig.) Sandberg |

| Arbitro: | Amland (Feda) |

|                               |           |                             |
| Hansen 16’ Koné 33’ Velde 90’ | Marcatori | 21’ Normann Hansen 62’ Rufo |

| Arbitro: | Eskås (Oslo) |

|                                                  |           |                 |
| Hussain 7’ Brynhildsen 12’ Ammitzbøll 48’ (aut.) | Marcatori | 11’ Therkildsen |

| Arbitro: | Steen (Bergen) |

|                      |           |            |
| Pallesen Knudsen 88’ | Marcatori | 66’ Liseth |

| Arbitro: | Hansen Grøtta |

|                      |           |                                |
| Hove 25’ Tokstad 80’ | Marcatori | 69’ Therkildsen 90’ Ammitzbøll |

| Arbitro: | Aslam |

|  |           |                                                    |
|  | Marcatori | 28’ (rig.), 87’ Junker 31’ Zinckernagel 78’ Junker |

| Arbitro: | Hansen Grøtta |

|               |           |                     |
| Moumbagna 31’ | Marcatori | 53’, 54’, 90’ Wadji |

## Statistiche

### Statistiche di squadra
| Competizione | Punti | In casa | In casa | In casa | In casa | In casa | In casa | In trasferta | In trasferta | In trasferta | In trasferta | In trasferta | In trasferta | Totale | Totale | Totale | Totale | Totale | Totale | DR  |
| Competizione | Punti | G       | V       | N       | P       | Gf      | Gs      | G            | V            | N            | P            | Gf           | Gs           | G      | V      | N      | P      | Gf     | Gs     | DR  |
| ------------ | ----- | ------- | ------- | ------- | ------- | ------- | ------- | ------------ | ------------ | ------------ | ------------ | ------------ | ------------ | ------ | ------ | ------ | ------ | ------ | ------ | --- |
| Eliteserien  | 39    | 15      | 6       | 3       | 6       | 22      | 26      | 15           | 5            | 3            | 7            | 17           | 25           | 30     | 11     | 6      | 13     | 39     | 51     | -12 |
| Totale       | -     | 15      | 6       | 3       | 6       | 22      | 26      | 15           | 5            | 3            | 7            | 17           | 25           | 30     | 11     | 6      | 13     | 39     | 51     | -12 |

### Andamento in campionato
| Giornata  | 1  | 2  | 3  | 4  | 5 | 6  | 7  | 8  | 9  | 10 | 11 | 12 | 13 | 14 | 15 | 16 | 17 | 18 | 19 | 20 | 21 | 22 | 23 | 24 | 25 | 26 | 27 | 28 | 29 | 30 |
| --------- | -- | -- | -- | -- | - | -- | -- | -- | -- | -- | -- | -- | -- | -- | -- | -- | -- | -- | -- | -- | -- | -- | -- | -- | -- | -- | -- | -- | -- | -- |
| Luogo     | C  | T  | C  | T  | C | T  | C  | T  | C  | C  | T  | C  | T  | C  | T  | C  | T  | T  | C  | T  | C  | T  | C  | T  | C  | T  | C  | T  | C  | T  |
| Risultato | P  | P  | N  | V  | V | N  | P  | P  | P  | V  | N  | V  | P  | P  | V  | V  | P  | P  | N  | P  | V  | V  | P  | V  | V  | P  | N  | N  | P  | V  |
| Posizione | 12 | 15 | 14 | 12 | 9 | 10 | 11 | 11 | 13 | 11 | 10 | 10 | 11 | 12 | 9  | 8  | 10 | 11 | 12 | 13 | 10 | 9  | 10 | 9  | 8  | 9  | 9  | 8  | 9  | 9  |

Fonte:  Eliteserien 2020, su altomfotball.no, Altomfotball.
Legenda:

Luogo: C = Casa; T = Trasferta. Risultato: V = Vittoria; N = Pareggio; P = Sconfitta.

### Statistiche dei giocatori
| Giocatore             | Eliteserien | Eliteserien | Eliteserien | Eliteserien | Coppa nazionale | Coppa nazionale | Coppa nazionale | Coppa nazionale | Coppe europee | Coppe europee | Coppe europee | Coppe europee | Altre coppe | Altre coppe | Altre coppe | Altre coppe | Totale   | Totale | Totale      | Totale     |
| Giocatore             | Presenze    | Reti        | Ammonizioni | Espulsioni  | Presenze        | Reti            | Ammonizioni     | Espulsioni      | Presenze      | Reti          | Ammonizioni   | Espulsioni    | Presenze    | Reti        | Ammonizioni | Espulsioni  | Presenze | Reti   | Ammonizioni | Espulsioni |
| --------------------- | ----------- | ----------- | ----------- | ----------- | --------------- | --------------- | --------------- | --------------- | ------------- | ------------- | ------------- | ------------- | ----------- | ----------- | ----------- | ----------- | -------- | ------ | ----------- | ---------- |
| M. Aastvedt Dahl      | 0           | 0           | 0           | 0           |                 |                 |                 |                 |               |               |               |               |             |             |             |             | 0        | 0      | 0           | 0          |
| A. Ammitzbøll         | 27          | 4           | 1           | 0           |                 |                 |                 |                 |               |               |               |               |             |             |             |             | 27       | 4      | 1           | 0          |
| T. Baardsen Pedersen  | 30          | 0           | 3           | 0           |                 |                 |                 |                 |               |               |               |               |             |             |             |             | 30       | 0      | 3           | 0          |
| M. Desler             | 28          | 0           | 3           | 0           |                 |                 |                 |                 |               |               |               |               |             |             |             |             | 28       | 0      | 3           | 0          |
| A. Endresen           | 2           | 0           | 0           | 0           |                 |                 |                 |                 |               |               |               |               |             |             |             |             | 2        | 0      | 0           | 0          |
| A. Engenes            | 0           | 0           | 0           | 0           |                 |                 |                 |                 |               |               |               |               |             |             |             |             | 0        | 0      | 0           | 0          |
| U. Fredriksen         | 22          | 1           | 0           | 0           |                 |                 |                 |                 |               |               |               |               |             |             |             |             | 22       | 1      | 0           | 0          |
| C. Grindheim          | 25          | 0           | 0           | 0           |                 |                 |                 |                 |               |               |               |               |             |             |             |             | 25       | 0      | 0           | 0          |
| K. Gunnarshaug        | 10          | 0           | 0           | 0           |                 |                 |                 |                 |               |               |               |               |             |             |             |             | 10       | 0      | 0           | 0          |
| V. Hagen              | 0           | 0           | 0           | 0           |                 |                 |                 |                 |               |               |               |               |             |             |             |             | 0        | 0      | 0           | 0          |
| B. Hansen             | 30          | 1           | 4           | 0           |                 |                 |                 |                 |               |               |               |               |             |             |             |             | 30       | 1      | 4           | 0          |
| B. Källman            | 10          | 0           | 1           | 0           |                 |                 |                 |                 |               |               |               |               |             |             |             |             | 10       | 0      | 1           | 0          |
| B. Karamoko           | 3           | 0           | 0           | 0           |                 |                 |                 |                 |               |               |               |               |             |             |             |             | 3        | 0      | 0           | 0          |
| O. Klitten            | 5           | 0           | 0           | 0           |                 |                 |                 |                 |               |               |               |               |             |             |             |             | 5        | 0      | 0           | 0          |
| I. Koné               | 10          | 2           | 3           | 0           |                 |                 |                 |                 |               |               |               |               |             |             |             |             | 10       | 2      | 3           | 0          |
| K. Krygård            | 28          | 0           | 3           | 0           |                 |                 |                 |                 |               |               |               |               |             |             |             |             | 28       | 0      | 3           | 0          |
| B. Leite              | 23          | 0           | 7           | 0           |                 |                 |                 |                 |               |               |               |               |             |             |             |             | 23       | 0      | 7           | 0          |
| F. Pallesen Knudsen   | 15          | 1           | 3           | 0           |                 |                 |                 |                 |               |               |               |               |             |             |             |             | 15       | 1      | 3           | 0          |
| N. Sandberg           | 24          | 7           | 3           | 0           |                 |                 |                 |                 |               |               |               |               |             |             |             |             | 24       | 7      | 3           | 0          |
| M. Sande              | 9           | 0           | 0           | 0           |                 |                 |                 |                 |               |               |               |               |             |             |             |             | 9        | 0      | 0           | 0          |
| H. Sandvik            | 28          | -33         | 3           | 0           |                 |                 |                 |                 |               |               |               |               |             |             |             |             | 28       | -33    | 3           | 0          |
| J. Steinsland Kvarven | 0           | 0           | 0           | 0           |                 |                 |                 |                 |               |               |               |               |             |             |             |             | 0        | 0      | 0           | 0          |
| A. Stølås             | 23          | 0           | 6           | 0           |                 |                 |                 |                 |               |               |               |               |             |             |             |             | 23       | 0      | 6           | 0          |
| F. Stople             | 2           | -3          | 0           | 0           |                 |                 |                 |                 |               |               |               |               |             |             |             |             | 2        | -3     | 0           | 0          |
| P. Therkildsen        | 8           | 2           | 2           | 0           |                 |                 |                 |                 |               |               |               |               |             |             |             |             | 8        | 2      | 2           | 0          |
| J. Våge Nilsen        | 15          | 0           | 1           | 0           |                 |                 |                 |                 |               |               |               |               |             |             |             |             | 15       | 0      | 1           | 0          |
| L. Vejmola            | 0           | 0           | 0           | 0           |                 |                 |                 |                 |               |               |               |               |             |             |             |             | 0        | 0      | 0           | 0          |
| K. Velde              | 28          | 8           | 6           | 0           |                 |                 |                 |                 |               |               |               |               |             |             |             |             | 28       | 8      | 6           | 0          |
| I. Wadji              | 20          | 7           | 3           | 0           |                 |                 |                 |                 |               |               |               |               |             |             |             |             | 20       | 7      | 3           | 0          |